# Oční pohyb

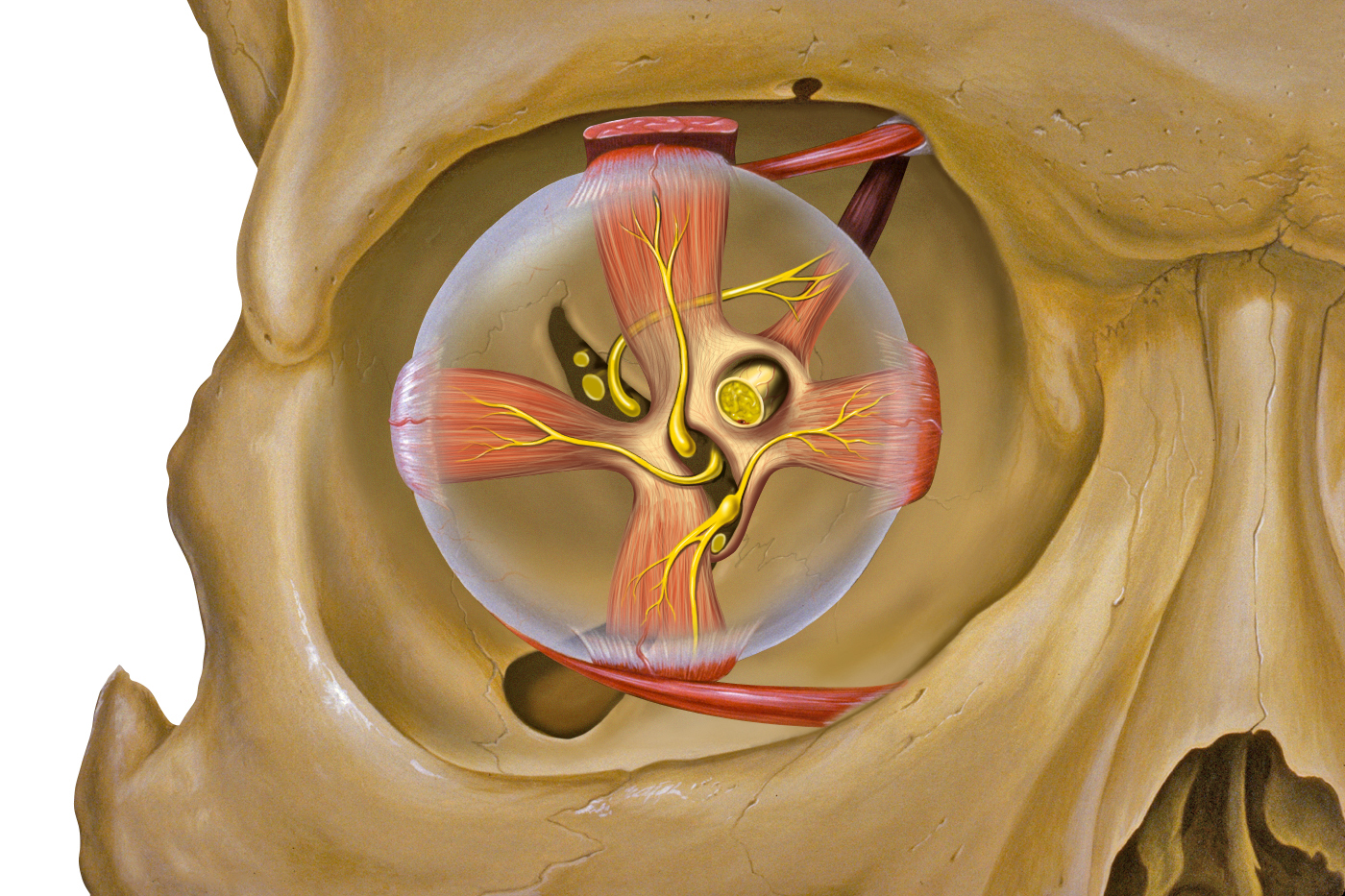
Schematický pohled na oční kouli včetně důležitých očnicových svalů

Oční pohyby jsou vůlí řízené nebo na vůli nezávislé pohyby, které vykonávají oční koule. Jsou umožněny prací okohybných (očnicových) svalů, jež jsou inervovány hlavovými nervy III., IV. a VI.

## Rozsah pohybů

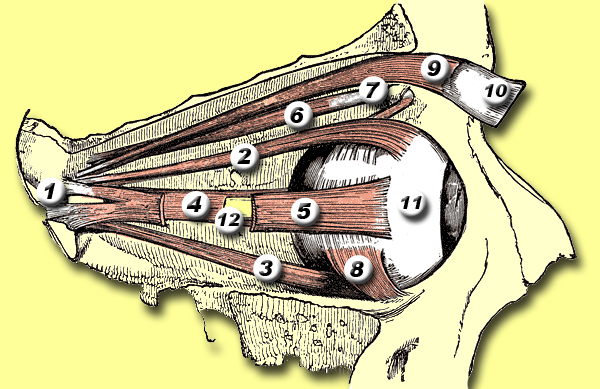
Ilustrace zachycující okohybné svalstvo

Lidská oční bulva je schopná se pohybovat takřka kolem jakékoliv osy, která prochází středem oka. Pohyb bulvy vzhůru se označuje jako elevace, dolů jako deprese, otáčení bulvy k nosu se označuje jako addukce, směrem ke spánku se jedná o abdukci. Rotace kolem předozadní osy oka se označuje jako distorze (pohyb po kruhové dráze – koulení očima). Například při pohledu očí doleva je levé oko v abdukci a pravé v addukci. Někteří živočichové jsou schopni dalších typů očních pohybů: například mnozí obojživelníci jsou schopni poněkud zatáhnout své oční bulvy dovnitř očnice, čímž vytvářejí tlak na ústní patro a usnadňují polykání velkých soust.
Pohyby obou bulv jsou koordinovány, a tak se vždy pohybují symetricky a v témže směru (tzv. konjugovaný pohyb) nebo symetricky v opačném směru (tzv. disjunktivní pohyb, který se uplatňuje např. při pozorování objektu, který se k pozorovateli přibližuje či se od něj vzdaluje). Nesymetrické pohyby jsou u zdravých osob vzácné a omezují se na některé mimovolní pohyby.

## Volní pohyby
Podnět pro stah okohybných svalů zřejmě vzniká v zadní části parietální mozkové kůry. Tato oblast vnímá polohu objektů a upoutává na ně pozornost. Tato oblast mozku je propojena s tzv. frontálním očním polem v premotorické oblasti čelního laloku. Zde vzniká signál k pohybu očí: následně tato informace vstupuje do středního mozku a do mostu, kde je napojena na nervové buňky retikulární formace. Neurony retikulární formace se spojují s vlastními jádry příslušných okohybných provazců hlavových nervů a ty vedou k okohybným svalům, kde dochází k běžnému kontaktu na nervosvalové ploténce.

## Mimovolní pohyby

Optokinetický nystagmus, mimovolní pohyb (v tomto případě horizontální) je většinou projevem onemocnění

Celá řada očních pohybů vzniká samovolně, nezávisle na vůli jedince. Patří k nim:
- Sakadické pohyby (sakády) – velmi rychlé pohyby, které umožňují nasměrování oka tak, aby se vnímání objektu stalo co nejostřejším
- Hladké sledovací pohyby – rychlé pohyby, které po proběhlé sakádě umožňují neustále zaměřovat pohybující se objekt tak, aby se jeho obraz neustále promítal na místo nejostřejšího vidění; hladké sledovací pohyby se kombinují se sakádami např. tehdy, sledujeme-li z okna jedoucího vlaku elektrické sloupy (v jiných případech však může být tento tzv. optokinetický nystagmus projevem onemocnění)).
- Pomalé klouzavé pohyby a rychlé trhavé pohyby – dva typy velmi nenápadných pohybů, při nichž se oči pohybují vzájemně nekoordinovaně; pomalé klouzavé pohyby očí jsou vystřídány rychlým trhavým pohybem, který navrací obraz zpět do polohy v místě nejvyšší ostrosti. Tyto pohyby jsou příčinou toho, proč experimentálně umístěné kontaktní čočky, které mají naspodu vytvořen umělý obrazec, po chvíli jakoby vyblednou a později obrazec přestane být patrný – abychom viděli obrazce, musí se (díky těmto pohybům) neustále drobně mihotat; ze stejného důvodu jsou pro nás neviditelné stíny cév sítnice.[1]
- Vestibulookulomotorický reflex – při pohybu hlavy se oči hýbou opačným směrem (aby se pozorovaný objekt udržel v centru ostrosti). Reflex probíhá i při zavřených očích a je ovládán vestibulárním aparátem v uchu. To je důvod, proč při vstříknutí horké či naopak chladné vody do uší dojde vlivem podráždění receptorů ke střídavě rychlým a pomalým pohybům očí (kalorický nystagmus).[1]

Mimovolní pohyby jsou řízeny různě, důležitou roli mají např. přední pár hrbolů ve čtverohrbolí středního mozku, ale i různé korové oblasti (mediotemporální, zadní parietální).